# Pillingsdorf
Pillingsdorf is een ortsteil van de Duitse gemeente Triptis in de deelstaat Thüringen. Tot 1 januari 2012 was ze een zelfstandige gemeente die bestond uit de kernen Pillingsdorf en Burkersdorf.